# Diaphus lucidus
Diaphus lucidus är en fiskart som först beskrevs av George Brown Goode och Tarleton Hoffman Bean, 1896.  Diaphus lucidus ingår i släktet Diaphus och familjen prickfiskar. Inga underarter finns listade i Catalogue of Life.